# Списък на вестници, издавани в Съветския съюз
- в. Правда, излиза от 1912 г.
- в. Известия, основан през 1917 г.
- Комсомолская правда
- Литературная газета
- Московская правда
- Московский комсомолец